# Општина Бреаза (Сучава)
Бреаза (рум. Breaza) општина је у Румунији у округу Сучава.
Oпштина се налази на надморској висини од 1070 m.